# Helena Pietraszkiewicz
Helena Pietraszkiewicz (ur. 20 lipca 1953 w Lublinie, zm. 1 marca 2021 tamże) – polska polityk, psycholog i samorządowiec, w latach 2006–2007 wojewoda łódzki.

## Życiorys
Córka Adolfa i Janiny. Ukończyła psychologię na Katolickim Uniwersytecie Lubelskim. Pracowała w Wojewódzkim Ośrodku Medycyny Pracy i Miejskim Ośrodku Pomocy Rodzinie w Lublinie. Od 1994 do 2006 sprawowała mandat radnej lubelskiej rady miasta. W kadencji 1998–2002 była jej przewodniczącą, w kolejnej kierowała klubem radnych „Prawo i Rodzina”. Należała do Prawa i Sprawiedliwości.
Od 26 stycznia 2006 do 29 listopada 2007 pełniła funkcję wojewody łódzkiego. W 2014 ponownie wybrana do lubelskiej rady miasta. W 2018 nie ubiegała się o reelekcję.
W 2004 otrzymała Srebrny Krzyż Zasługi. W 2021 odznaczona pośmiertnie Krzyżem Kawalerskim Orderu Odrodzenia Polski.
Została pochowana na cmentarzu przy ul. Lipowej w Lublinie.